# Steinbach (Große Rodl)
Der Steinbach ist ein rechter Zufluss zur Großen Rodl nahe Unterstiftung und Langbruck bei Bad Leonfelden in Oberösterreich.

## Verlauf
Der Steinbach entspringt südlich von Bernhardschlag im Brunnwald auf einer Höhe von 817 m ü. A. und fließt sogleich in Richtung Osten ab. Westlich von Bad Leonfelden nimmt er den links zufließenden Amesschläger Bach auf, der die Südseite des Sternsteins entwässert und ihn daher an Größe übertrifft. Südwestlich vor Bad Leonfelden schwenkt der Steinbach nach Süden und nimmt rechts den Jubiläumsbach, gleich danach den von links kommenden Laimbach und später rechts den Hailbach auf, bevor er selbst von rechts in die Große Rodl einfließt. Sein Einzugsgebiet umfasst 20,2 km² in großteils bewaldeter Landschaft.